# Craig Safan
Craig Safan (Los Angeles, 17 december 1948) is een Amerikaans componist van filmmuziek. Hij heeft muziek gecomponeerd voor onder meer de films Tag: The Assassination Game (1982), The Last Starfighter (1984), Stand and Deliver (1988) en de televisieserie Cheers (1982-1993). Zijn werk voor een aflevering van de dramaserie Life Goes On leverde hem in 1991 een nominatie voor een Emmy Award op, maar deze prijs ging uiteindelijk naar Randy Newman voor diens muzikale bijdrage aan de televisieserie Cop Rock.